# Muntzing
Cet article court présente un sujet plus développé dans : Madman Muntz.

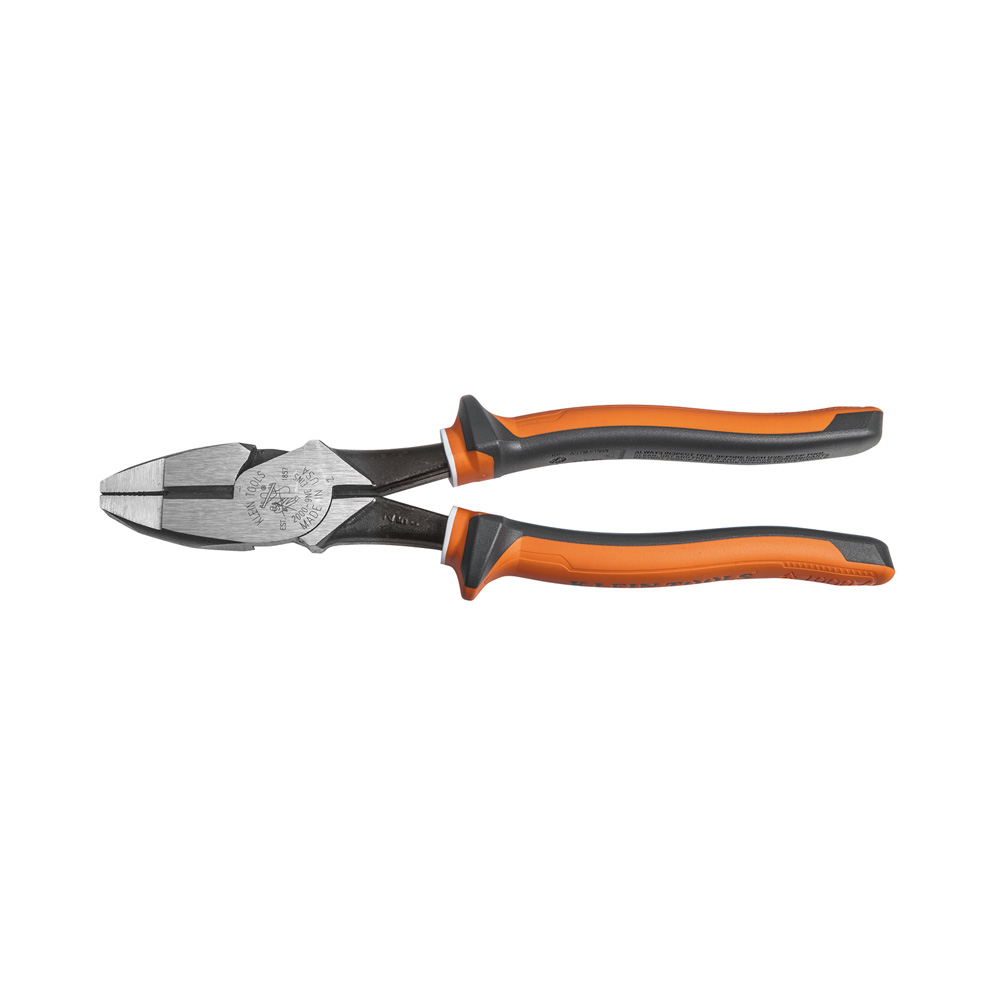
La pince coupante : outil du muntzing.

Le muntzing est une technique de réduction des composants d'un appareil électronique au minimum requis pour qu'il fonctionne, d'après le nom d'Earl "Madman" Muntz, un hommes d'affaires qui l'a mis en pratique. 
Dans les années 1940 à 1950, les téléviseurs contenaient souvent plus de trente tubes électroniques, des transformateurs et d'autres composants électroniques lourds et chers. Le prix élevé qui en résultait limitait leur potentiel de vente. Muntz a déterminé, par essais et erreurs, les pièces qu'il pouvait retirer pour obtenir un téléviseur monochrome qui fonctionnerait dans les zones urbaines, à proximité des tours de transmission. Selon la légende, il portait une paire de pinces coupantes sur lui et quand il sentait que l'un de ses ingénieurs était en train de sur-concevoir un circuit, il commençait à en couper les composants superflus. Lorsque le téléviseur cessait de fonctionner, il réinsérait la dernière partie et laisserait le téléviseur tel quel.  
En raison de la suppression des tubes et de la simplification des circuits initialement conçus pour améliorer le fonctionnement dans les zones rurales (loin des tours de transmission), les téléviseurs Muntz chauffaient moins, diminuant ainsi la surchauffe qui était l'une des raisons les plus courantes de défaillance dans les premiers postes. Le circuit simplifié consommait moins d'énergie ; en conséquence, des blocs d'alimentation plus petits pouvaient être utilisés, de sorte que les ensembles pesaient moins lourd, et comme les blocs d'alimentation contiennent du cuivre, coûteux, cela réduisait le coût.  